# کوری حیاتی
کوری حیاتی روستایی لرنشین از توابع بخش مرکزی شهرستان جم استان بوشهر در جنوب ایران.
این روستا در دهستان کوری قرار دارد و بر اساس سرشماری سال ۱۳۹۵ جمعیت آن ۱۱۳۶نفر (۱۶۴ خانوار) است.